# Adalet Ağaoğlu

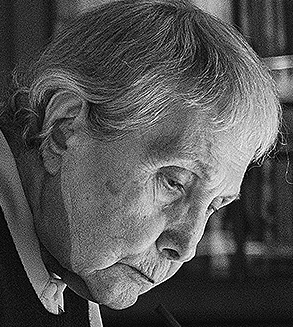
Adalet Ağaoğlu (2018)

Adalet Ağaoğlu (geborene Sümer; * 23. Oktober 1929 in Nallıhan in der Provinz Ankara; † 14. Juli 2020 in Istanbul) war eine türkische Schriftstellerin.

## Leben
Fatma Inayet („Adalet“) Sümer ging in ihrem Geburtsort Nallıhan in die Grundschule und besuchte nach dem Umzug der Familie die Mittelschule und das Gymnasium in Ankara. In ihrer Jugend war sie von der Lektüre des Romans „Zaunkönig“ (Çalıkuşu) von Reşat Nuri Güntekin beeindruckt. Sie studierte französische Sprache und Literatur an der Universität Ankara und nahm an dem literarischen Leben der Stadt teil, indem sie Lyrik-Matineen der Dichter Yahya Kemal Beyatlı, Ahmet Hamdi Tanpinar und Orhan Veli besuchte.
Adalet Sümer erhielt 1951 eine Anstellung bei der staatlichen Rundfunkanstalt Ankara, einer Vorläuferin des TRT. Dort arbeitete sie als Dramaturgin und Übersetzerin. In dieser Zeit entstanden auch erste eigene literarische Versuche. 1955 heiratete sie den Ingenieur Halim Ağaoğlu, mit dem sie zwei Jahre (1957–1959) in die USA ging. Neben ihrer Tätigkeit beim Rundfunk gründete sie 1961 mit befreundeten Künstlern das erste Privattheater „Meydan Sahnesi“ in Ankara, war allerdings, auch mit dem von ihr herausgegebenen Kaukasischen Kreidekreis von Bertolt Brecht, nur wenig erfolgreich. Beim Rundfunk blieb sie in den politischen Umstürzen der Türkei nicht meinungslos und wurde 1969, als sie einen Kuba-Bericht Sartres zur Besprechung im Rundfunk empfahl, vor Gericht gestellt. Sie gab ihren Posten bei der TRT auf, wurde aber nach dem Freispruch wieder eingestellt.
1970 verließ sie den Rundfunk endgültig und schrieb ihren ersten Roman Sich hinlegen und sterben, für den sie in Istanbul mit Mühe den Verlag Buchhaus Remzi fand, der das Buch im Juni 1973 herausgab. Es folgten vier Bände Kurzgeschichten und weitere acht Romane, die mit verschiedenen Literaturpreisen ausgezeichnet wurden. Für die unter dem Titel Hochspannung (Yüksek Gerilim) erschienenen Erzählungen erhielt sie 1975 den renommierten Sait-Faik-Literaturpreis. Ihr dritter Roman Bir Düğün Gecesi wurde 1980 mit dem „Madaralı-Preis“ und dem Orhan-Kemal-Literaturpreis ausgezeichnet. Im Jahre 1983 zog die Autorin von Ankara nach Istanbul.
Ağaoğlu spielte in der türkischen literarischen Szene eine selbstbewusste und streitbare Rolle.
Ağaoğlu erhielt 1998 je einen Ehrendoktortitel der Anadolu Üniversitesi und der Ohio State University, die zu ihrer Ehre eine Konferenz „Modernism and Social Change: In Honor of Adalet Ağaoğlu“ abhielt. 2018 wurde Ağaoğlu mit dem Erdal-Öz-Literaturpreis ausgezeichnet. Sie starb im Juli 2020 im Alter von 90 Jahren.

## Werke in deutscher Übersetzung
- Sich hinlegen und sterben. Aus dem Türkischen von Ingrid Iren. Nachwort von Erika Glassen. Unionsverlag, Zürich 2008 (Türkische Bibliothek) ISBN 978-3-293-10012-1
- Die zarte Rose meiner Sehnsucht. Aus dem Türkischen von Wolfgang Scharlipp, Engelschoff: Verlag auf dem Ruffel, 2016, ISBN 978-3-933847-38-6  (Erstauflage Stuttgart: Ararat-Verlag, 1979, ISBN 3-921889-01-4)
- Vom Bosporus zum Ararat. Eine literarische Reise durch die heutige Türkei, hrsg. von Hanjo Breddermann. Mit Beiträgen von Adalet Ağaoğlu ... Hamburg: Galgenberg, 1988, ISBN 3-925387-37-4
- Sen ey kutsal ışık: eine Erzählung: deutsch-türkisch = Oh, du heiliges Licht. Mit Zeichnungen von Elmar Heimbach. Aus dem Türkischen von Nurhan Karacak und Michael Pfeiffer, Essen: Klartext-Verlag, 1983, 1. Aufl. ISBN 3-88474-201-9